# Église Saint-Hippolyte de Faverolles-et-Coëmy
L’église Saint-Hippolyte de Faverolles-et-Coëmy est un édifice du XIIe siècle situé à Faverolles-et-Coëmy, dans le département de la Marne, en France.

## Historique
L'église Saint-Hippolyte date du XIIe siècle pour ses parties les plus anciennes (principalement le mur nord de la nef). Elle contient en particulier des fresques d'influence romane datant du XIVe ou XVe siècle et une statue du XVe siècle représentant saint Hippolyte ainsi qu'une pierre gravée utilisée comme autel. Elle a deux tableaux une Assomption de 1760 et une Adoration des mages et ne comporte pas de clocher. Dans les années 1960, l'église manqua de s'écrouler. Elle fut restaurée par les habitants du village.

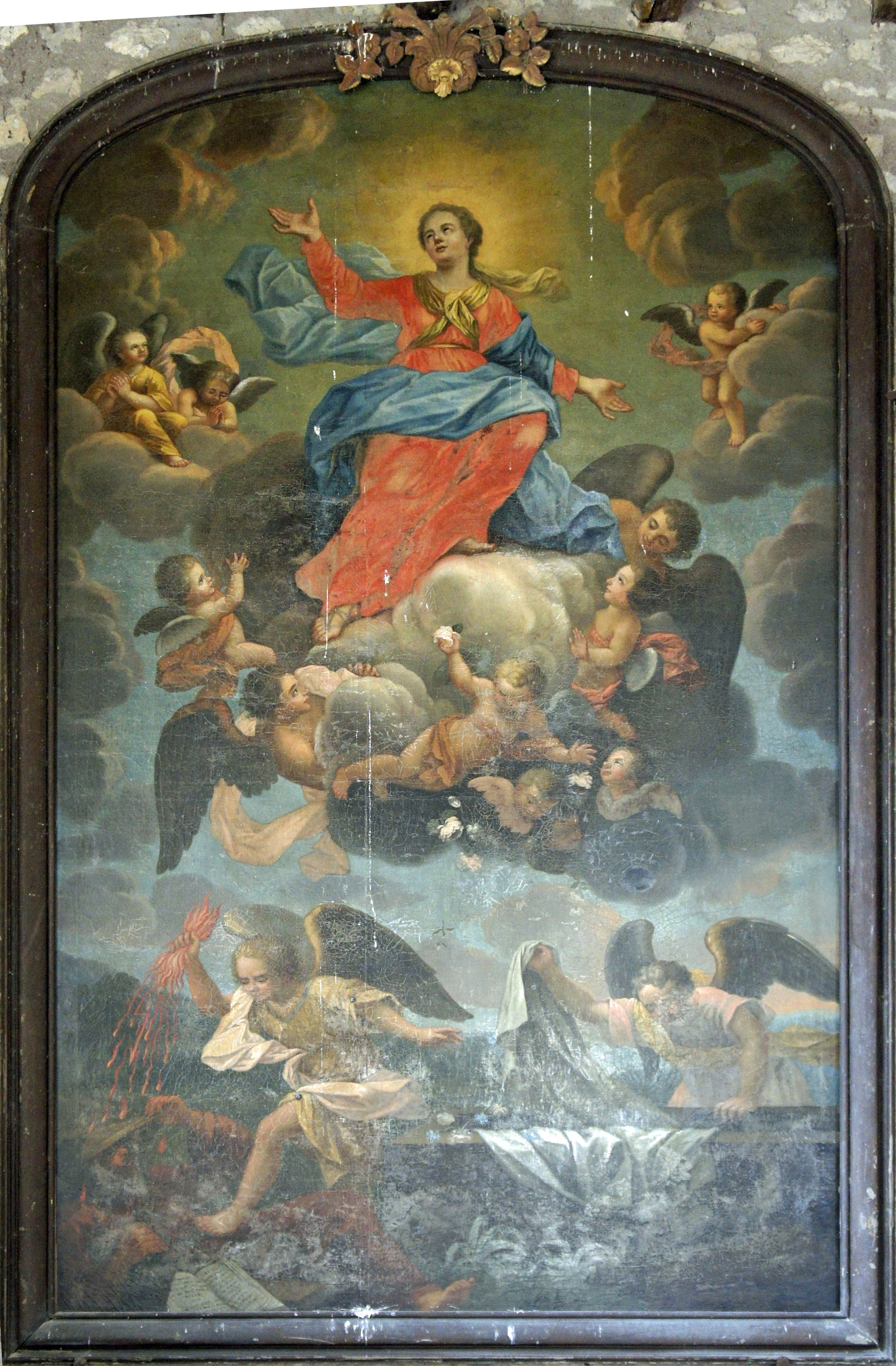
L'Assomption.

## Description

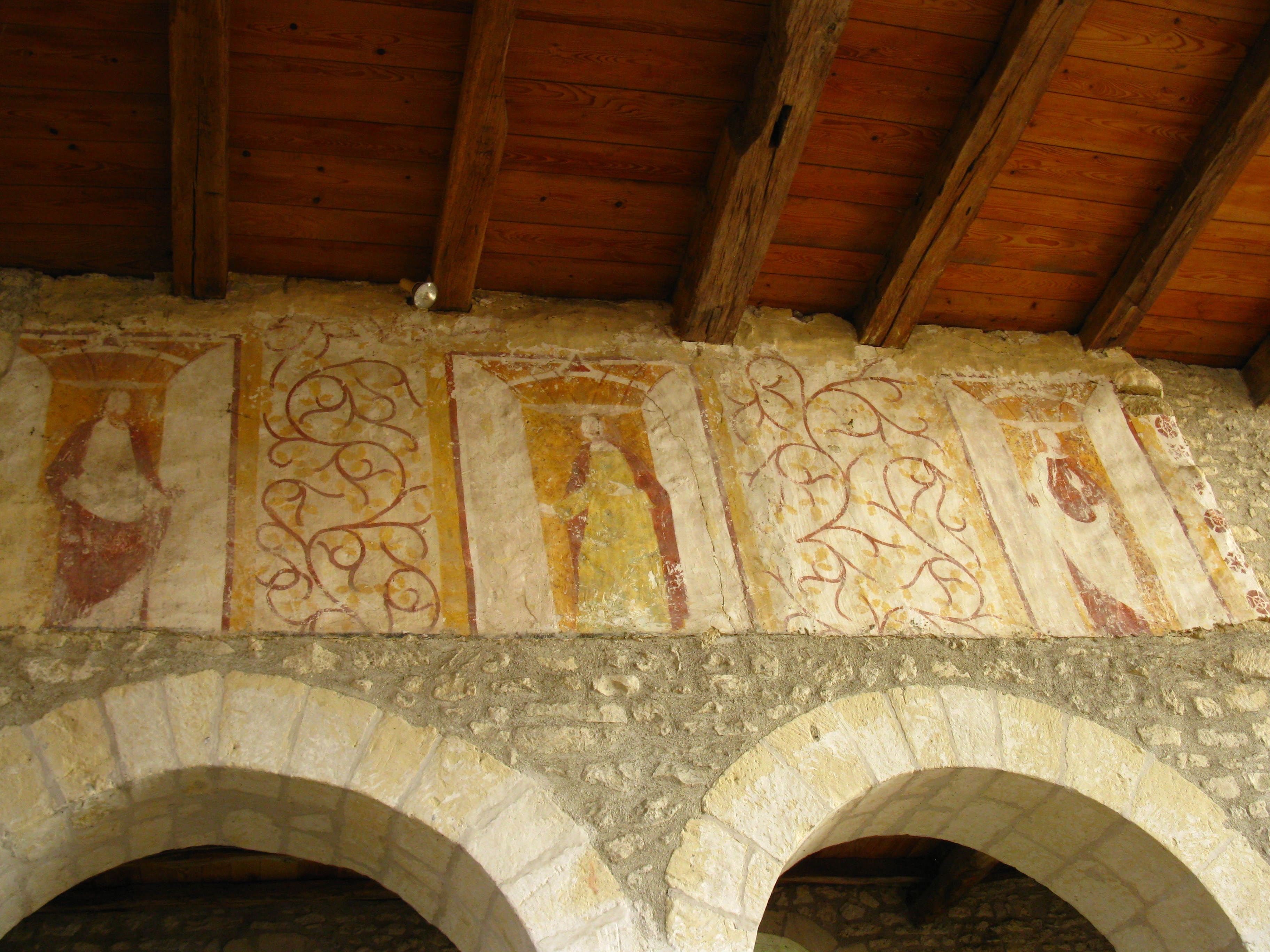
Fresque de l'église.
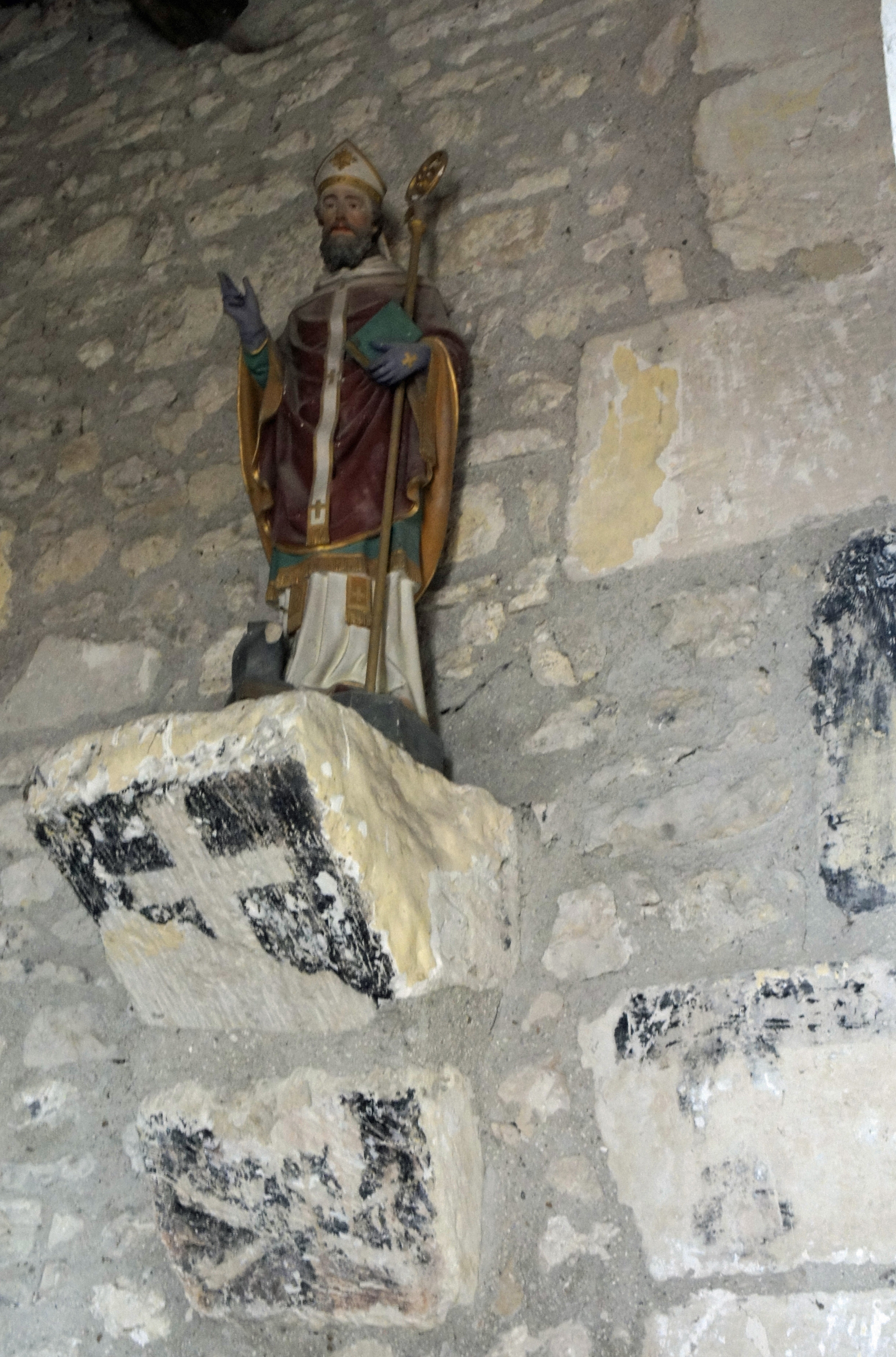
Statue et peintures murales.
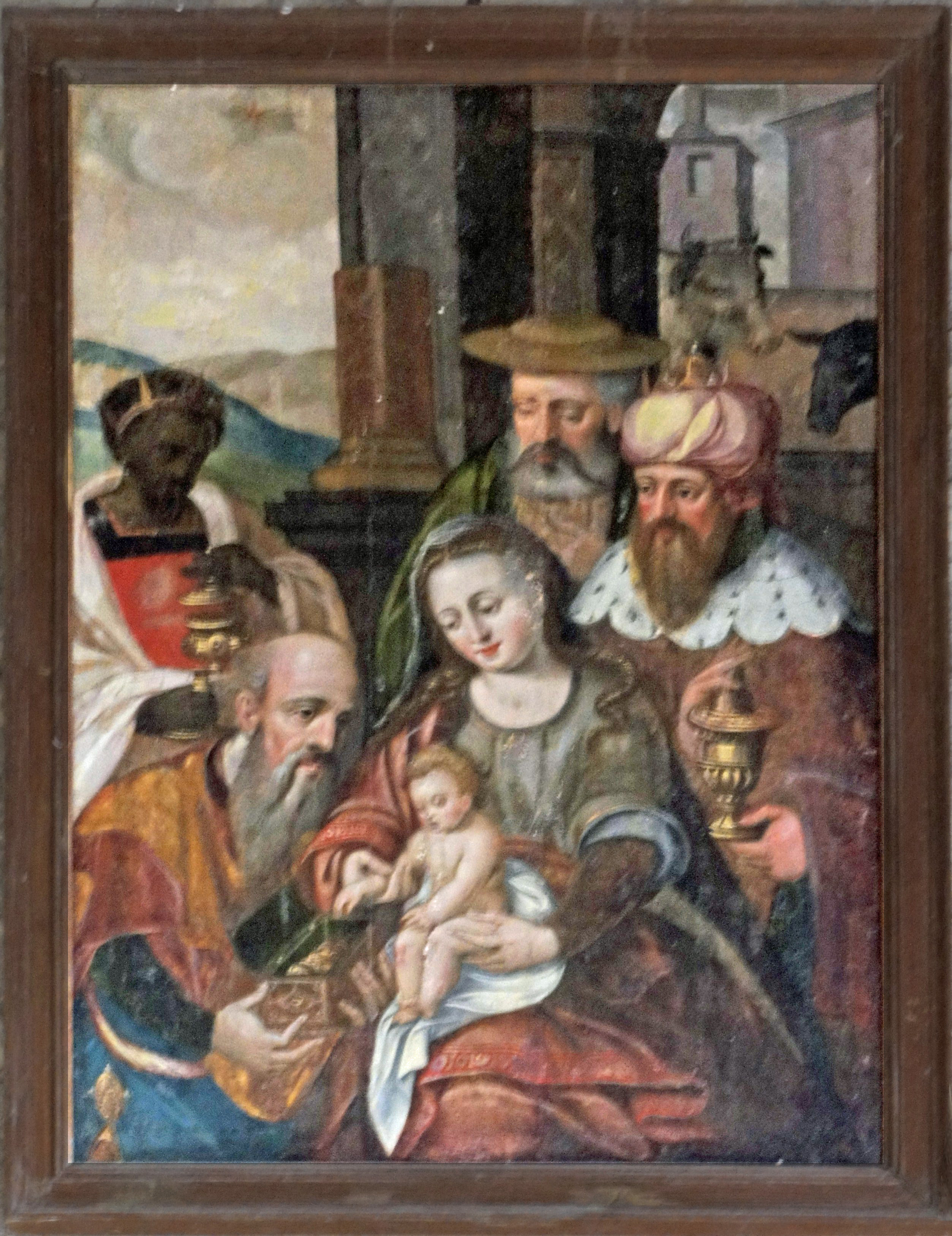
Adoration des mages.
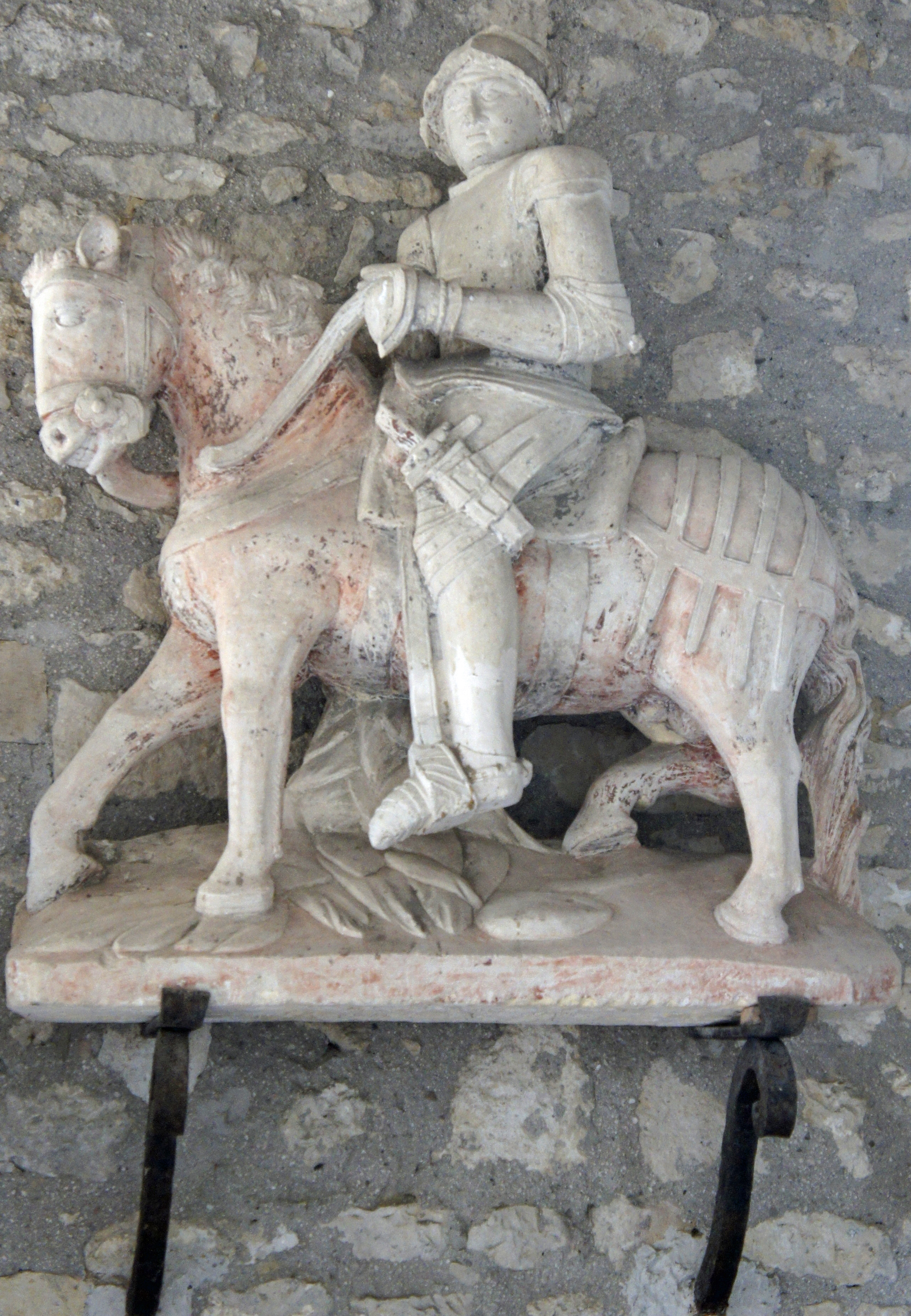
Saint Hippolyte.
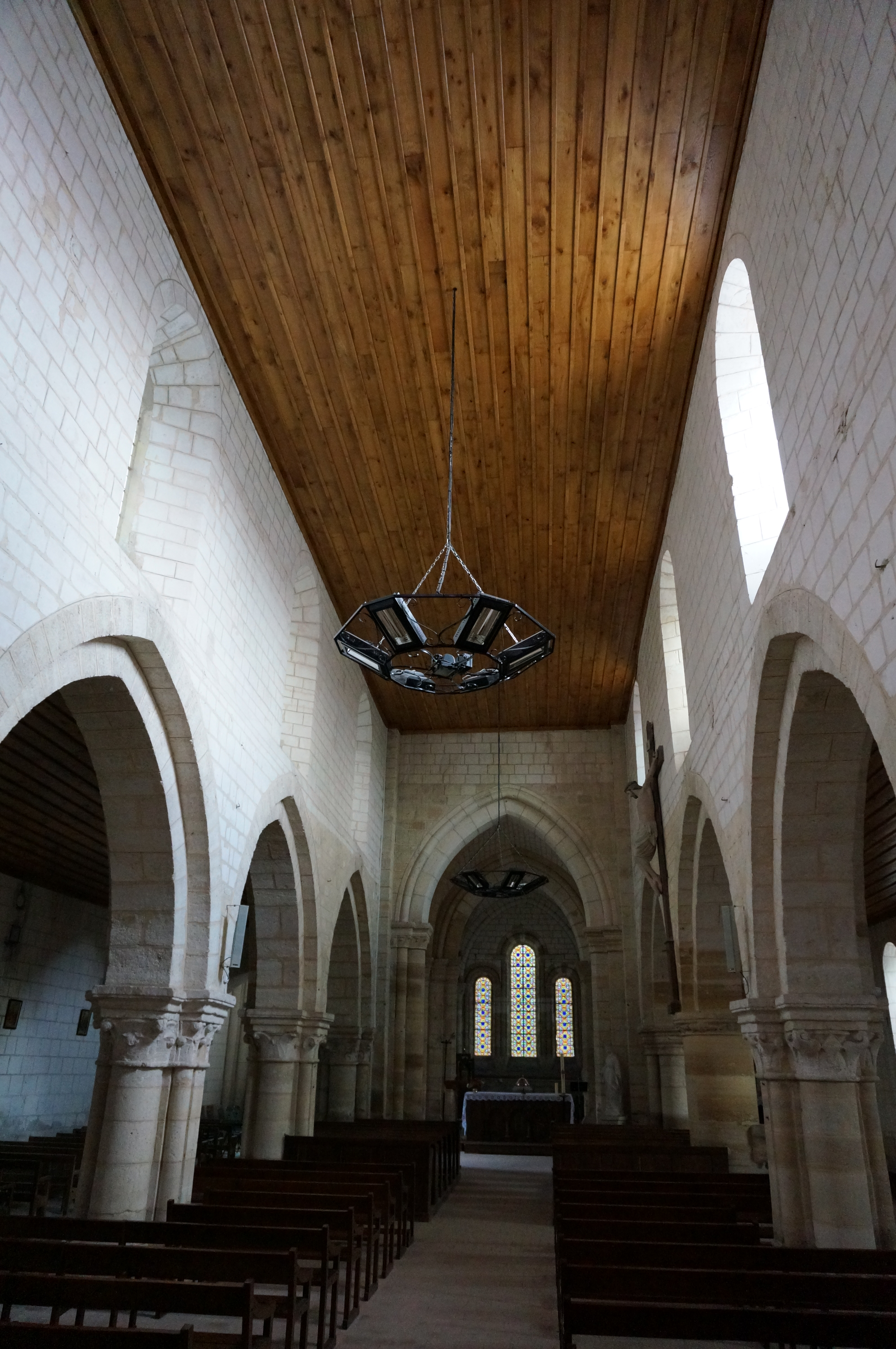
Nef à plafond plan.
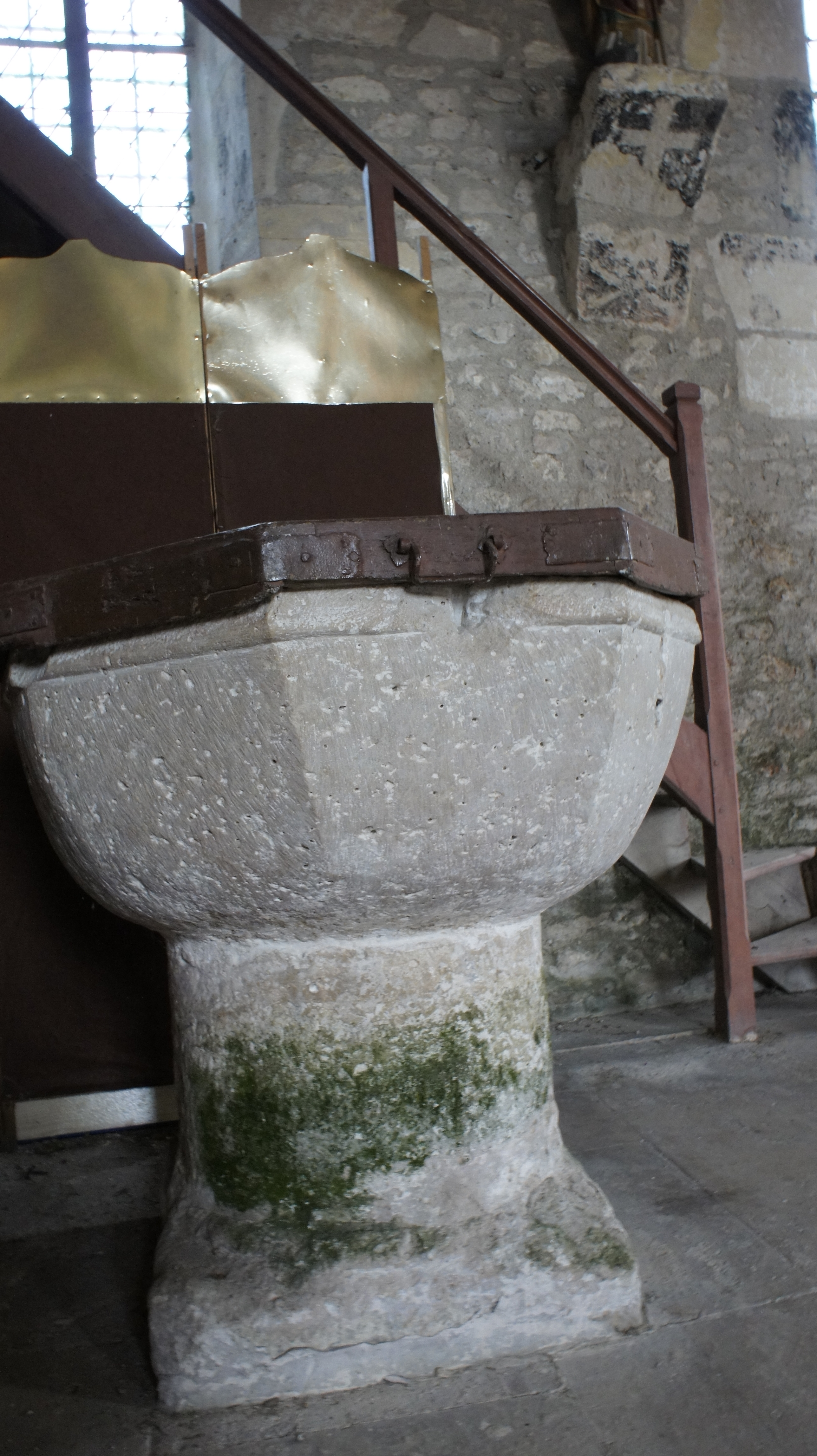
Fonts baptismaux.

## Voir aussi

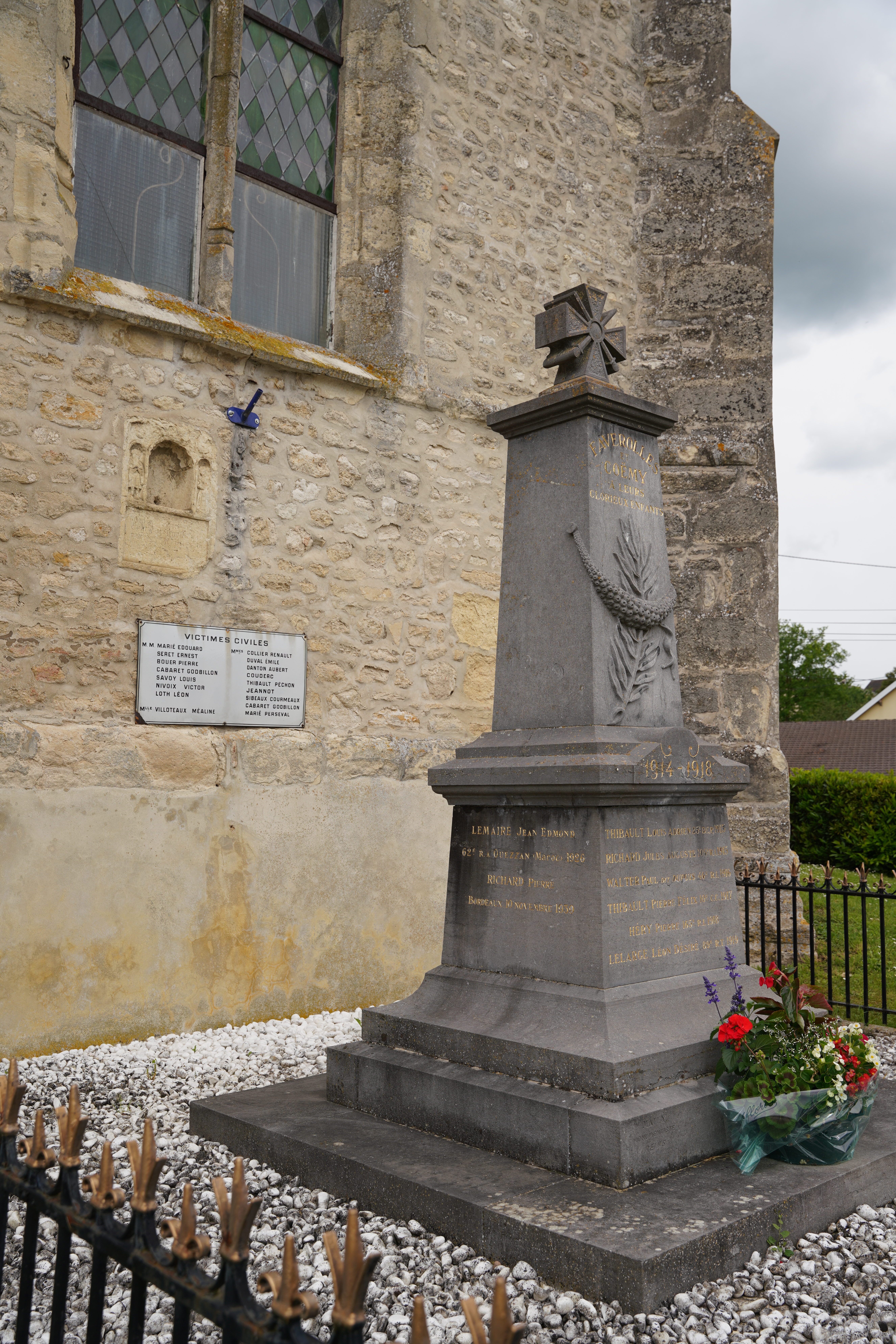
Le monument aux morts.